# Anaren

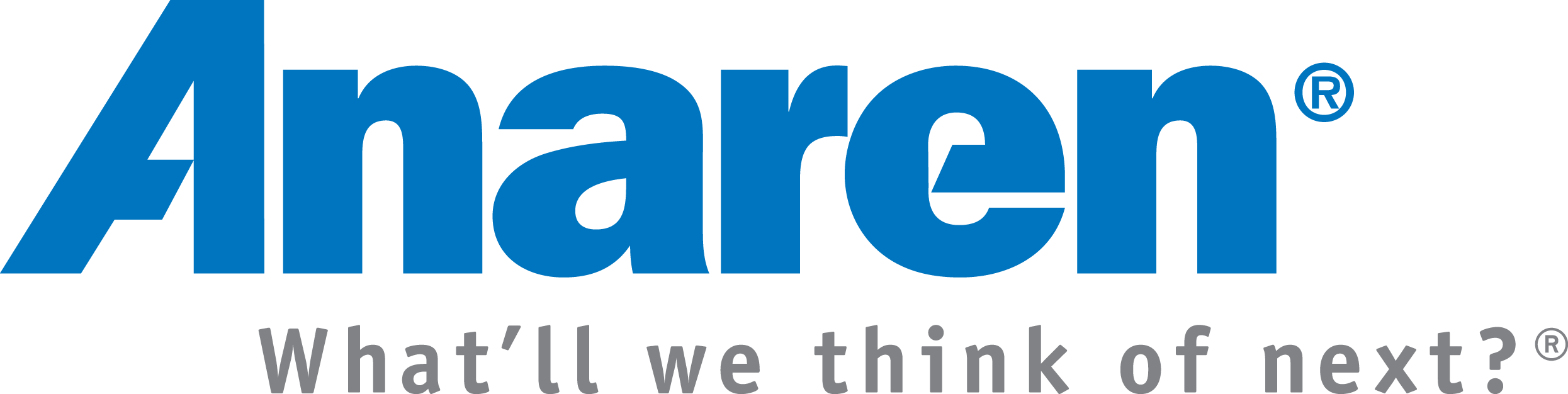
Logo

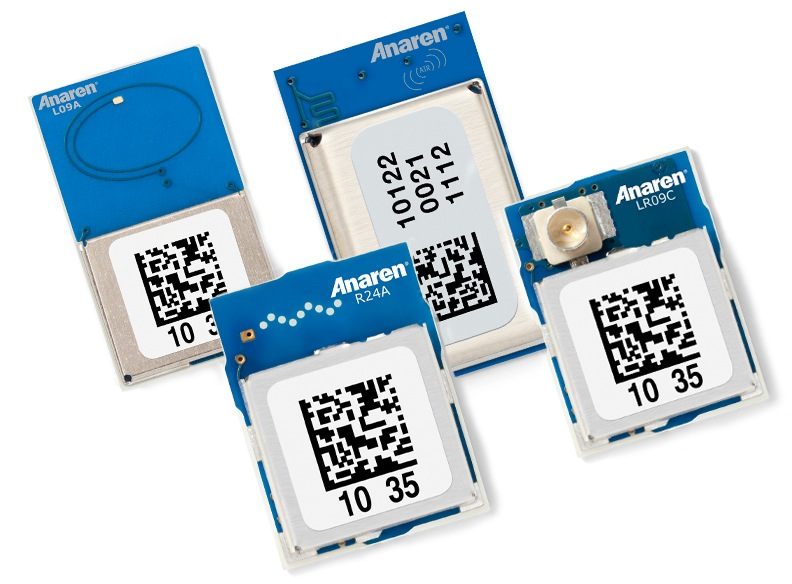
Integrierte Hochfrequenz-Baugruppen von Anaren

Anaren ist ein 1967 gegründetes US-amerikanisches Unternehmen der Halbleitertechnik, das Komponenten der Mikroelektronik produziert, ursprünglich für militärische, später auch für kommerzielle Zwecke.

## Geschichte
Das Unternehmen wurde 1967 gegründet Anaren wurde 1967 von Hugh A. Hair und Carl W. Gerst gegründet. Beide waren HF-Ingenieure, die General Electric verließen, um sich auf ein neues Unternehmen zu konzentrieren, das mehrere neue HF-Technologien entwickeln sollte, darunter die als Stripline-Fertigung bezeichneten Technologien zum Ätzen von Schaltkreisen begann mit ein paar Dutzend Mitarbeitern und einem kleinen Werk in Syracuse, New York, und seine ersten Kunden waren viele Fertigungsunternehmen im US-Verteidigungs- und Luft- und Raumfahrtsektor, darunter Hughes, Litton Industries (jetzt Teil von Northrup Grumman) und Raytheon. Zu den Aufträgen, die in den Anfangsjahren des Unternehmens gesichert wurden, gehörten: ein vom US-Verteidigungsministerium unter Aufsicht der FAA finanziertes Mikrowellen-Landesystem für Düsenflugzeuge; Breitband-Mikrowellen-Tracking-Empfänger zur Verwendung in Peilsystemen; und der erste DFD (Digitaler Frequenzdiskriminator) und ESM (elektronische Unterstützungsmaßnahmen), um Kampfflugzeugen und Seeschiffen dabei zu helfen, die Radarsignale feindlicher Kräfte aufzuspüren.
Das Unternehmen baute ursprünglich kundenspezifische Lösungen, von denen viele später zu kommerziellen Produkten wurden. Im Gegensatz zu den kleineren Stückzahlen der kundenspezifischen Produkte wurden diese kommerziellen Produkte vom Unternehmen in größerem Maßstab mit hohem Volumen vermarktet. Das Wettrüsten im Kalten Krieg ließ 1981 die Belegschaft des Unternehmens auf rund 200 Mitarbeiter anwachsen. Es erzielte einen Umsatz von über 8.000.000 US-Dollar und benötigte mehr Platz, was zum Bau seines derzeitigen Hauptsitzes in East Syracuse, New York, führte.
Mit dem Rückgang der Ausgaben im Kalten Krieg Mitte der 1990er Jahre diversifizierte sich das Unternehmen vom Verteidigungsmarkt, indem es mit seiner SMT-Komponentenfamilie (Surface-mounted device) der Marke Xinger, die Hybridkoppler, Richtkoppler und Stromversorgung umfasste, in den Markt für kommerzielle drahtlose Infrastrukturen eintrat. Kurz danach gründete das Unternehmen zwei operative Gruppen: eine Space & Defense Group, die sich auf die traditionellen Militär- und Luft- und Raumfahrtkunden des Unternehmens konzentriert, und eine Wireless Group, die sich auf drahtlose Infrastrukturkunden konzentriert, einschließlich Betreibern von Mobilfunknetzen.
Obwohl die Wireless Group des Unternehmens gegründet wurde, um die Anforderungen des Marktes für drahtlose Basisstationen zu erfüllen, sind spätere Generationen passiver Komponenten klein genug geworden, um in mobiler Elektronik verwendet zu werden. Die neuere Xinger-Subminiatur-Reihe passiver Komponenten wird in Konsum- und Unterhaltungselektronik wie Mobiltelefonen, PDAs, drahtlosen Laptops, WLANs, Bluetooth-Anwendungen und Set-Top-Boxen verwendet.
Die Raumfahrt- und Verteidigungsgruppe stellt nach wie vor einen bedeutenden Teil des Geschäfts von Anaren dar. Im August 2012 erhielt die Raumfahrt- und Verteidigungsgruppe von Anaren Aufträge im Wert von über 11,5 Millionen US-Dollar für passive Ranging-Subsysteme für luftgestützte Anwendungen.
Anaren wurde im Februar 2014 für 775 Mio. US-Dollar von der Private-Equity-Gesellschaft Veritas Capital übernommen und delisted. und 2018 an TTM Technologies weiterverkauft. Bis zum Delisting wurden Anarens Aktien an der NASDAQ gehandelt.

## Technologien

### Technologien der Wireless Group
Anaren stellt Standardkomponenten in großen Stückzahlen für kommerzielle drahtlose Infrastrukturen und OEMs für Unterhaltungselektronik her.
Die oberflächenmontierten Komponenten umfassen Koppler, Leistungsteiler und Balun-Transformatoren. Sie werden sowohl in Basisstationsgeräten als auch in Produkten der Unterhaltungselektronik verwendet, darunter Mobiltelefone, Bluetooth-Headsets, Set-Top-Boxen und Laptops.
Widerstandskomponenten umfassen Abschlüsse, Widerstände und Dämpfungsglieder. Sie werden in drahtlosen, militärischen, Instrumentierungs- und Luft- und Raumfahrtanwendungen eingesetzt.
Die Anaren Integrated Radio (AIR)-Module enthalten HF-Transceiver von Texas Instruments und Broadcom. Diese Module enthalten typischerweise einen Transceiver-IC, eine Anpassungsschaltung und eine Antenne, um einem System Bluetooth Low Energy, ZigBee oder proprietäre HF-Verbindungen hinzuzufügen. Zu den Anwendungen für drahtlose Module gehören drahtlose Sensornetzwerke, Smart Grid und Echtzeit-Ortungssysteme.
Im Jahr 2014 erwarb Anaren Cellular Machines, ein IoT-Unternehmen, das sich auf die Überwachung von Temperaturdaten von Kühlgeräten spezialisiert hat.

### Technologien der Raumfahrt- und Verteidigungsgruppe
Die Space & Defense Group von Anaren ist ein Subunternehmer mehrerer Militär- und Luft- und Raumfahrtunternehmen, darunter Raytheon, Lockheed Martin, Northrup Grumman, BAE und Thales. Sie stellen HF-Komponenten für den Einsatz in der Bedrohungserkennung, Kommunikation, Navigation und anderen Funktionen in Boden-, See-, Weltraum- und Flugzeuganwendungen her. Zu den Standard- und kundenspezifischen HF-Lösungen von Anaren gehören:
- HF-Baugruppen auf Leiterplatten- und Keramikbasis werden von Verteidigungs- und Luft- und Raumfahrt-OEMs und Subunternehmern verwendet[9]
- integrierte Mikrowellenbaugruppen[14]
- Multi-Chip-HF-Module[15]
- Aktive elektronisch gescannte Arrays
- Breitbandempfänger für Flugkörperanwendungen[16]
- HF- und LO-Verteilung für komplexe Empfänger
- Strahlformer für Satellitenkommunikationsantennen[17]
- Schaltmatrizen für Redundanz und Signalführung
- Antennenspeisenetzwerke für Oberflächen-, Luft- und Weltraumradare
- digitale HF-Speicher und Frequenzdiskriminatoren
- HF-integrierte Backplanes